# Манолаки Ташев
Манолаки Ташев е български общественик. Той става първият председател на градския съвет на София, назначен от Временното руско управление през Руско-турската война от 1877 – 1878 година, и днес обикновено е приеман за първия кмет на София.

## Биография
Ташев е роден през 1835 г. в семейството на заможен търговец. Учи в софийското българско училище при Сава Филаретов, а след това завършва стопански науки във Виена.
Малко след превземането на София от руснаците в хода на Руско-турската война, руската окупационна администрация назначава съставен от местни жители градски управителен съвет и на 10 февруари 1878 година Ташев е утвърден от руския губернатор за Пьотър Алабин за негов председател. Според някои източници Ташев работи под контрола на руския офицер Александър Мосолов, докато според други Мосолов идва в града едва след смъртта на Ташев.
Манолаки Ташев ръководи градския съвет едва три месеца. През този период започва разчистването на щетите от войната, създава се Служба за потушаване (на пожарите), Техническа комисия, Санитарна комисия, възстановява се уличното осветление (нови газени фенери). Някои автори му приписват създаването на Градската градина – първият обществен парк в България, но според други източници тя функционира още от 1872 година.
Манолаки Ташев умира внезапно на 8 май 1878 година в София.

## Памет
На Манолаки Ташев е наречена улица в квартал „Разсадник-Коньовица“ в София (Карта).